# ブチハイエナ
ブチハイエナ（斑鬣犬、学名: Crocuta crocuta）は、哺乳綱食肉目ハイエナ科ブチハイエナ属に分類される食肉類。現生種では本種のみでブチハイエナ属を構成する。

## 分布
アフリカ大陸（サハラ砂漠、コンゴ盆地、アフリカ大陸最南部を除く）
更新世後期にはユーラシア大陸にも分布していた。

## 形態
体長95-165センチメートル。尾長25-36センチメートル。体高70-90センチメートル。体重40-86キログラムとハイエナ科最大種。オスよりもメスの方が大型になる。全身は短い体毛で粗く被われる。尾の先端には房状の体毛が伸長する。毛衣は黄褐色で、濃褐色や黒の不規則な斑紋が入る。
小臼歯は頑丈で、顎の力が強いことも相まって獲物の骨も噛み砕くことができる。
乳頭の数は2（まれに4）。
ハイエナというと腐肉を漁ったり、他の動物の獲物を横取りしたりするイメージが強いが、ブチハイエナは俊足と並外れた体力を併せ持つ優秀なハンターで、その食べ物の6割以上は自分たちで捕らえた獲物である。

## 生態
草原などに生息する。夜行性。単独かペアで生活する個体群（セレンゲティ、トランスバール）もあれば、何十頭からなる群れ（クラン）を形成し複数のクランを渡り歩いたり新しくクランを作ったりする個体群（ンゴロンゴロ）もいる。他個体と遭遇すると頭部と尾が互い違いになるように並び片足を上げて、性器の臭いをかいだり舐めたりする。よく鳴き声をあげ、12種類の鳴き声を使い分けていると考えられている。英名のlaughingは「笑い」の意で、その鳴き声のうち1つが笑い声のように聞こえることに由来する。
食性は動物食で、主に体重20キログラム以上の哺乳類を食べるが鳥類、爬虫類、魚類、昆虫、動物の死骸なども食べる。主に狩りを行って獲物を食べるが、他の動物が倒した獲物も奪う。倒した獲物の一部を後で食べたり、水中や泥中に貯蔵するために運搬することもある。
繁殖形態は胎生。妊娠期間は約110日。1回に1-4頭の幼獣を産む。同じクランのメスが同じ巣穴で子育てを行う。巣穴の中にはオスの成獣も含む捕食者を避けるために、細い通路がある。授乳期間は最高18か月。野生下の寿命は33年だが、飼育下では40年以上生きた個体もいる。

### 12種類の鳴き声
| 名称                                    | 説明 | 姿勢                                                                 | 備考 |
| --------------------------------------- | --- | -------------------------------------------------------------------- | --- |
| フープ whoop                            | 2-3秒ごとと間隔を隔て、2-10秒ずつ、6-9（時には15）回発声する。低いピッチで始まり、徐々に大きな声となる。5kmほど先でも届く。 | 立った状態で、口を少し開け、頭を下げる姿勢で発声する。               | オスメスの別や、単独・グループなどの区別はなく、あらゆる個体が使用する。また、何らかの外部要因には因らずに発声する。       |
| ファスト・フープ fast whoop             | フープより、より短く高いピッチで発声する。                                                                                  | 尾と耳を水平にする。また、発生している間、頻繁に屈む。               | 多くの場合、ライオンや他のハイエナと対峙している時、攻撃の前に発生する。                                                   |
| グラント grunt                          | 非常に低音域の唸り声。数秒間持続する。                                                                                      | 口を閉じ、跳びかかる直前のような姿勢で発声する。                     | 別のハイエナを追い払ったり、追いかけたりする際に使用する。                                                                 |
| グローン groan                          | グラントなどに似ているが、より高いピッチで、「オーー」と鳴く。                                                              |                                                                      | 他の個体とコミュニケーションをとっている時に使用する。                                                                     |
| ロウ low                                | 「オーー」という声を、数秒間持続させる。                                                                                    | 口をわずかに開き、頭を真っ直ぐ水平にする。                           | ファスト・フープに似ている。しかし、攻撃時に発声することは少ない。                                                         |
| ギグル giggle                           | 「ヒー、ヒー、ヒー」という、甲高い大きな声を5秒未満、発声する。                                                             | 逃げながら、口を僅かに開いて発声する。                               | 攻撃をかわす時に使用する。                                                                                                 |
| エール yell                             | 大きな声を数秒間、持続させる。                                                                                              | ギグルと同時に使用する。                                             | ギグルと同様。また、敵に囲まれたときにも使用。 ※yellの本来の発音は「イェル」。日本語「エール」の意味ではなく、「叫ぶ」意。 |
| グロウル growl                          | 「アー」または「オー」という低く、大きな声で発声する。数秒間、持続させる。                                                  | 身を守る姿勢                                                         | 攻撃を受けた時、または反撃をする際に使用。 ※growlの本来の発音は「グラウル」。                                              |
| ソフト・グラント・ラフ soft grunt-laugh | 低く柔らかな声を、スタッカートのように連続して数秒、続ける。                                                                | 口は閉じる。尾を水平、または高く上げる。逃走時の姿勢。耳は垂れる。   | 大きな獲物を襲う時、またはライオンなどの敵から逃げる際に使用。                                                             |
| ラウド・グラント・ラフ loud grunt-laugh | さほど大きくない、人の笑い声のような声。数分間続ける場合もある。                                                            | ソフト・グラント・ラフと同様、口は閉じる。尾を高く上げ、耳は垂れる。 | ライオンや、他のハイエナと出会った時に使用。                                                                               |
| ワイン whine                            | 大きく甲高い「エーー」という声                                                                                              | 口を小さく開き、頭と尾は下げる。                                     | 幼獣が、授乳の際に母親を呼ぶ時に使用。また、獲物の横取りを阻止する時に使用。                                               |
| ソフト・スクイール soft squeal          | ワインより柔らかい声。 | 口を軽く開け、耳は垂れる。牙を剥き出しにする。                       | 長く分かれていた、かつての群れの仲間を出会った時に使用。大人や子供の別は関係なく使用する。                                 |

## 人間との関係
学名のcrocutaはギリシア語のkrokúttas・krokottasをラテン語化したものであり、キンイロジャッカルのメスを指すサンスクリット語に由来する。古くは肉食性のハイエナ類はジャッカル類と混同されていた。
アフリカの神話では、ブチハイエナと他のハイエナ科の動物を分けて考えているかどうか不明であるが、一般にブチハイエナは野蛮で危険な動物と考えられている。しかし、一方で、強靭な体力などから、神聖視されることもあるなど、多面性を持って語られる。
西アフリカ、特にイスラム教の影響の強い地域では、ブチハイエナは不道徳の象徴として描かれ、イスラム教を冒涜する動物と考えられている。一方で、東アフリカの部族の中には、太陽を生み出した動物としてブチハイエナが登場する神話を持つものがいる。
エチオピアの世界遺産の町でもあるハラールではハイエナへの餌付けの伝統が観光事業にもなっており、ハイエナに餌付けをする通称「ハイエナ・マン」がいる。
ブチハイエナは、毛皮が美しくないため、一般的なスポーツハンティングの獲物としては人気がない。しかし、マラウイやタンザニアでは、生殖器、鼻、尾が、伝統的な薬として用いられるため、需要がある。そのため、狩猟の対象となっている。
ブチハイエナは、その印象や外見などから、動物園では不人気であり、結果として飼育している動物園は少なく、また展示している動物園でも高価な設備はイヌ科の動物に優先して与えられ、ブチハイエナは比較的、劣悪な環境下で育てられることが少なくない。繁殖に熱心な動物園も少なく、そのために動物園のブチハイエナは、継続して子孫を得ることが難しい状態にある。
19世紀、ブチハイエナはサーカスの見世物としてヨーロッパで飼われるようになった。アルフレート・ブレームは、著書の中で「ブチハイエナはシマハイエナより飼育が難しい」と記している。ブチハイエナは、時に凶暴になり、暴れることがある。
なお、日本ではブチハイエナを含むハイエナ科全般が、特定動物に指定されている。2020年の法改正により、愛玩動物としての飼育が禁止された。

## 両性具有の神話
雌の個体は陰核が陰茎状に肥大している。膣と尿道が陰核を貫通して合流しており、排尿や交尾時の膣、出産時の産道を兼ねる。勃起も可能。さらに陰唇が癒着しており、陰嚢状となった袋をもつ（内部には脂肪の塊が入っている）。このため雄の外性器と区別しづらい。
発達した肛門腺が女性器と見間違えられ、永らく両性具有と信じられてきた。古代ローマの博物学者プリニウスは博物誌にて、ハイエナは交尾をしなくても出産できると記した。
胎内において高いアンドロゲン濃度が維持されるために起こる現象とわかっている。
こうした形状が出産を困難にし、正常な出生率は極めて低い。第一子の60%は死産、もしくはまもなく死亡し、母親も20%の確率で命を落とす。

## 画像

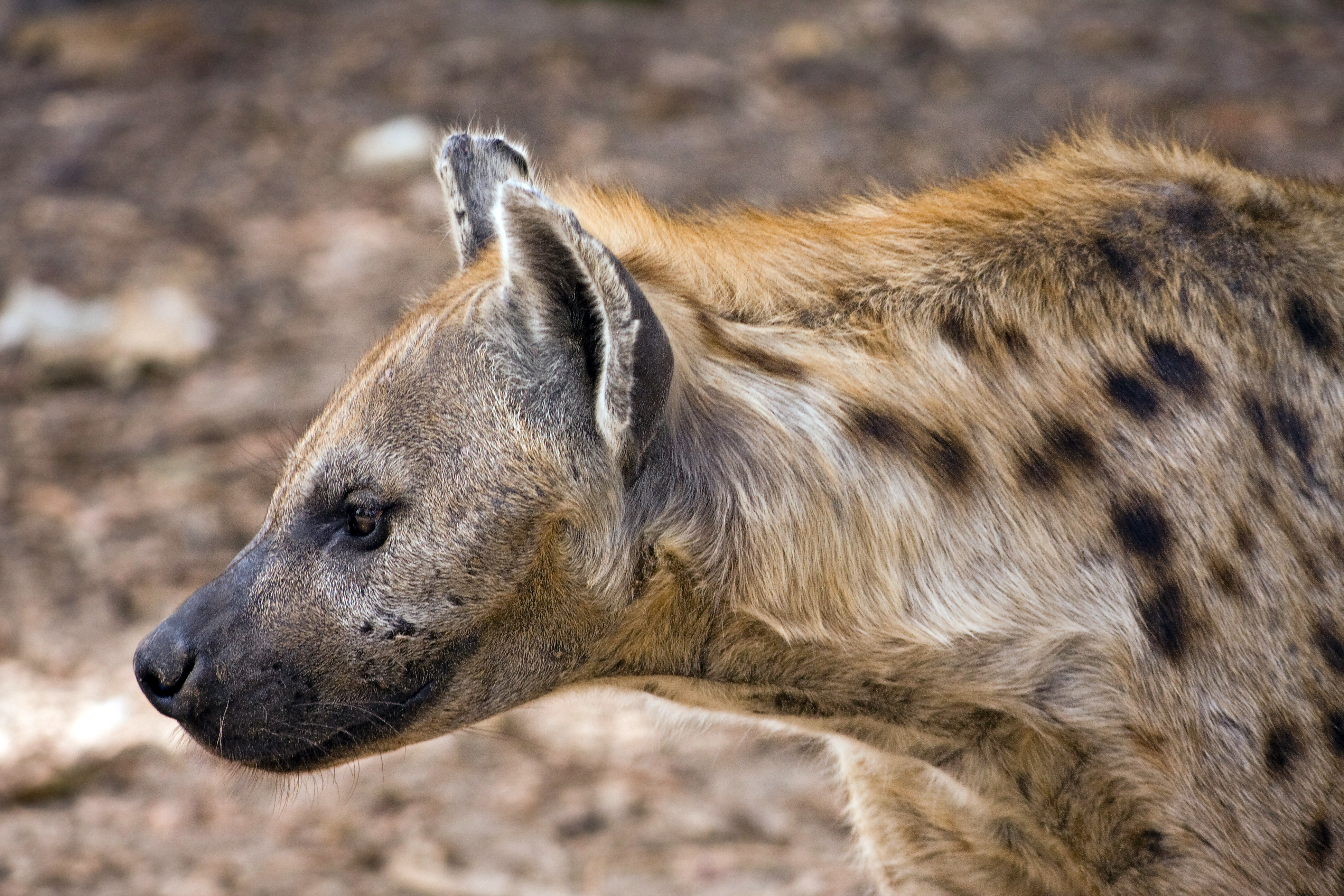
頭部
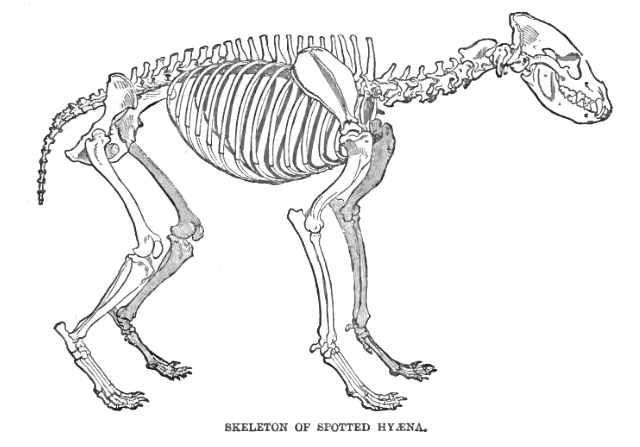
骨格
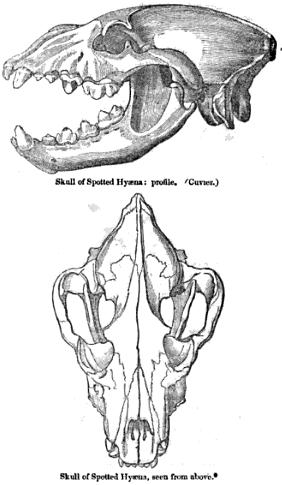
頭蓋骨の図（フレデリック・キュヴィエ作）
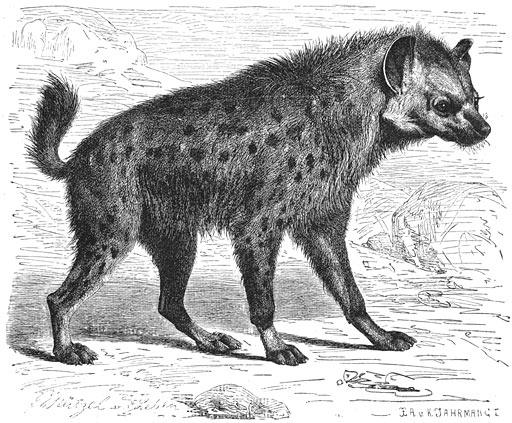
イラスト
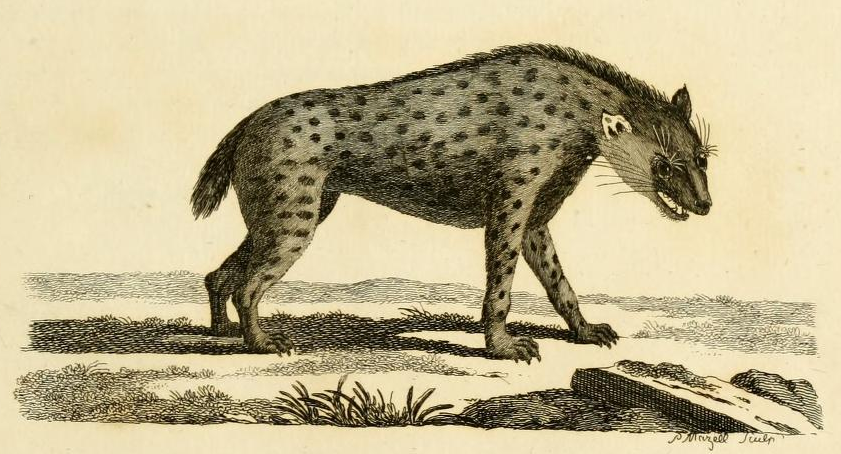
ブチハイエナのイラスト（トーマス・ペナント作）
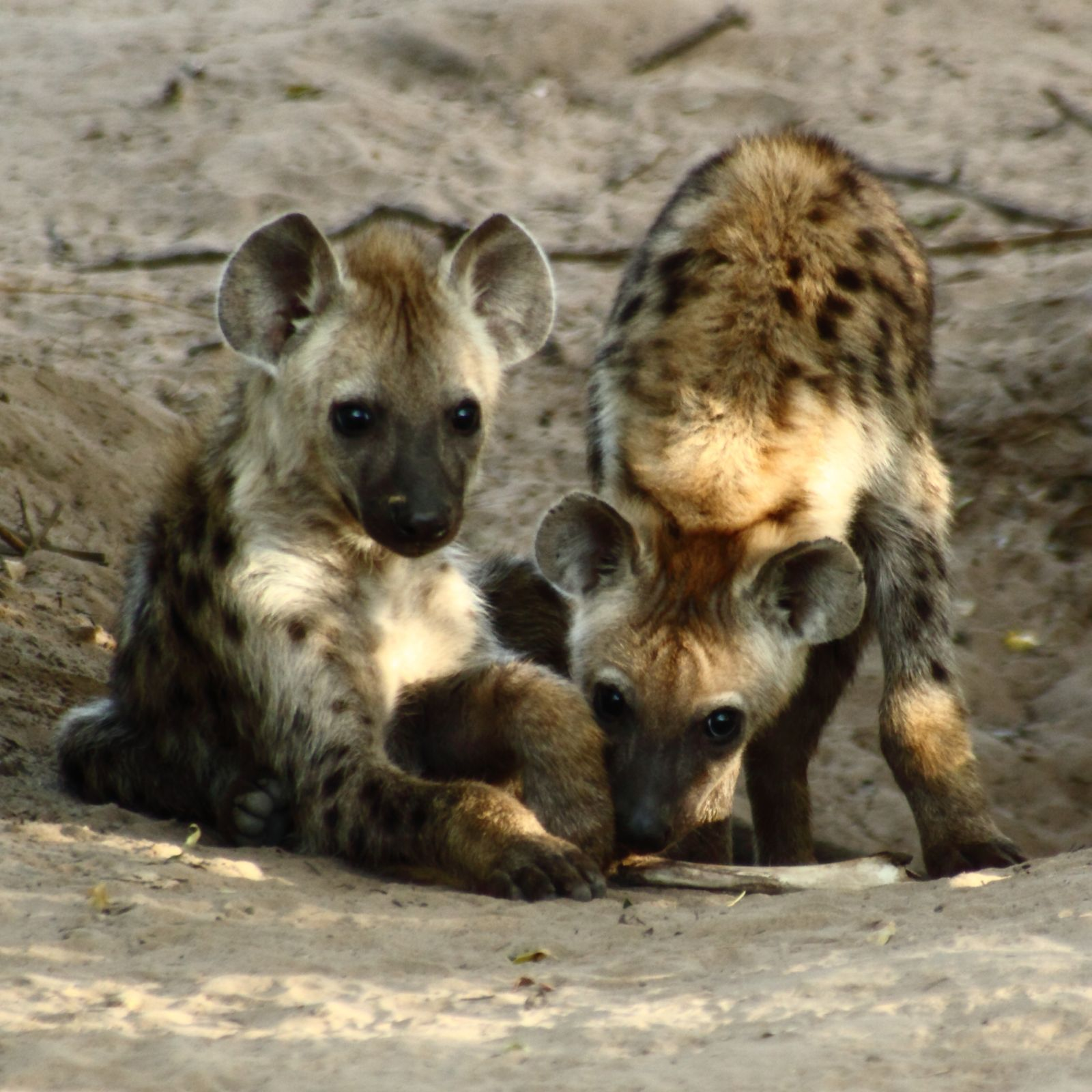
幼獣
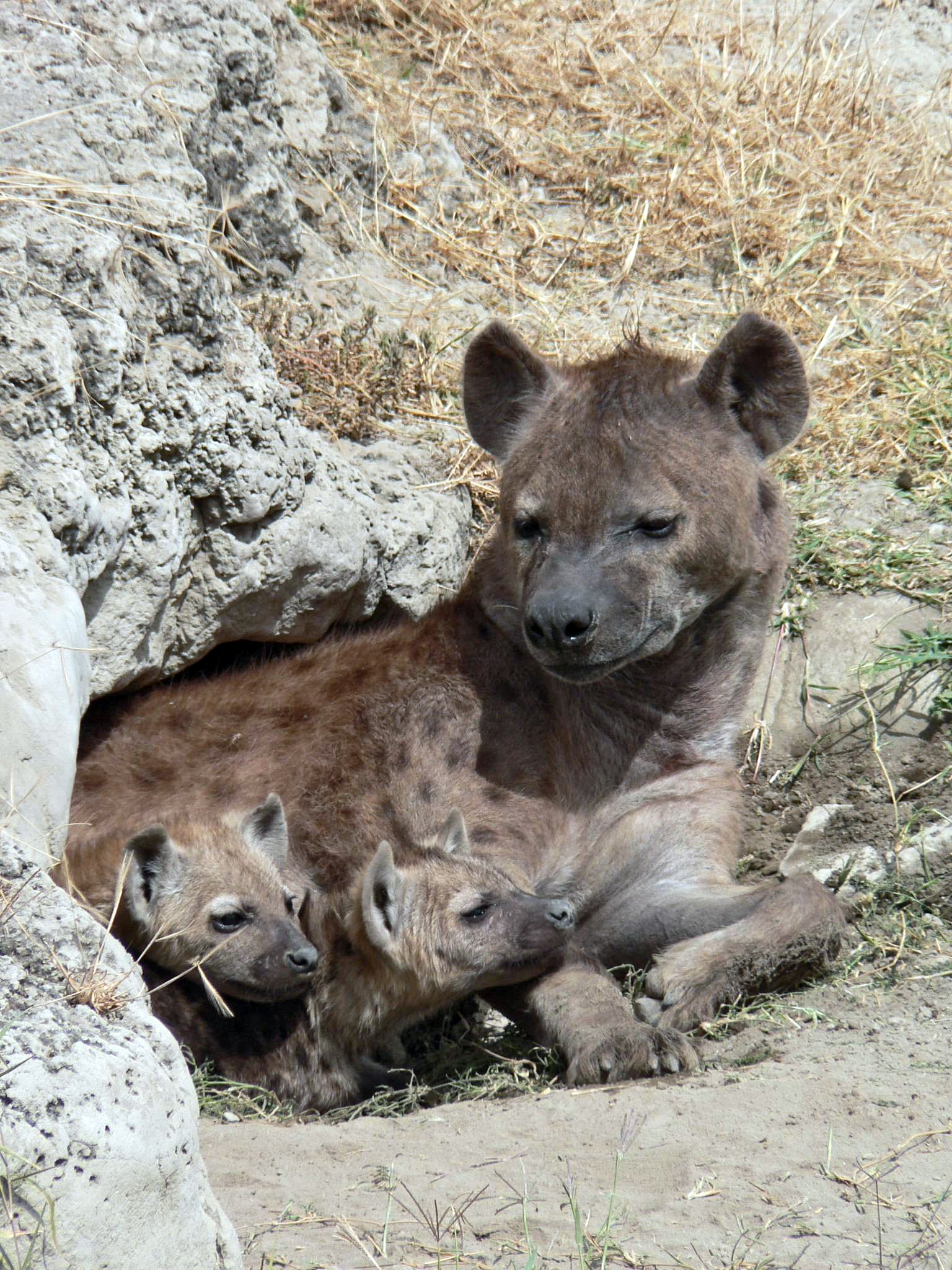
巣穴から顔を出す親と、2頭の子供（タンザニア、ンゴロンゴロ保全地域）
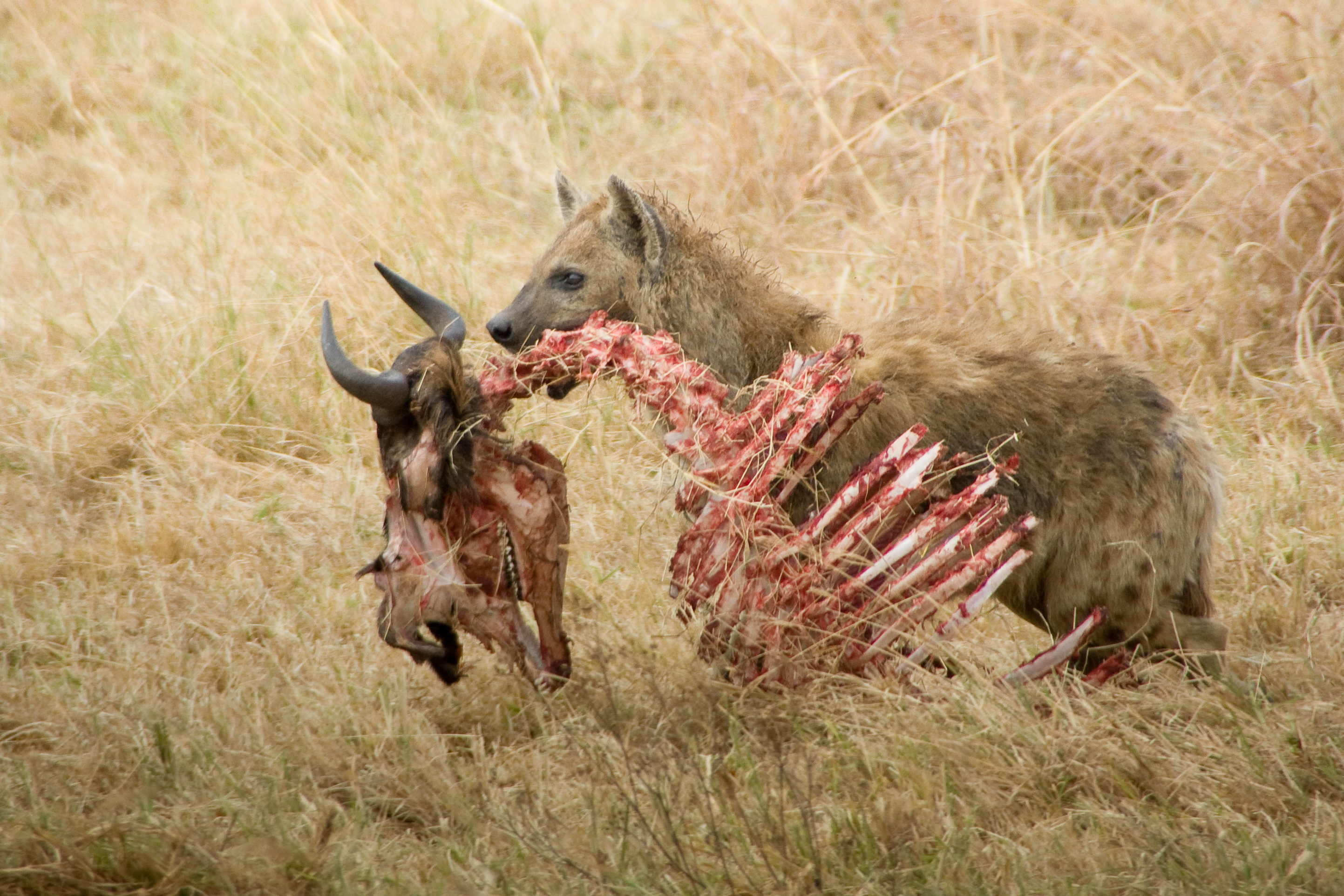
食料であるヌーの死骸を運ぶブチハイエナ（タンザニア、アルーシャ州）
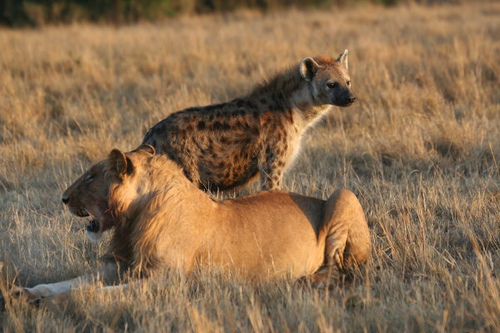
ブチハイエナと若いオスのライオン（マサイマラ国立保護区）
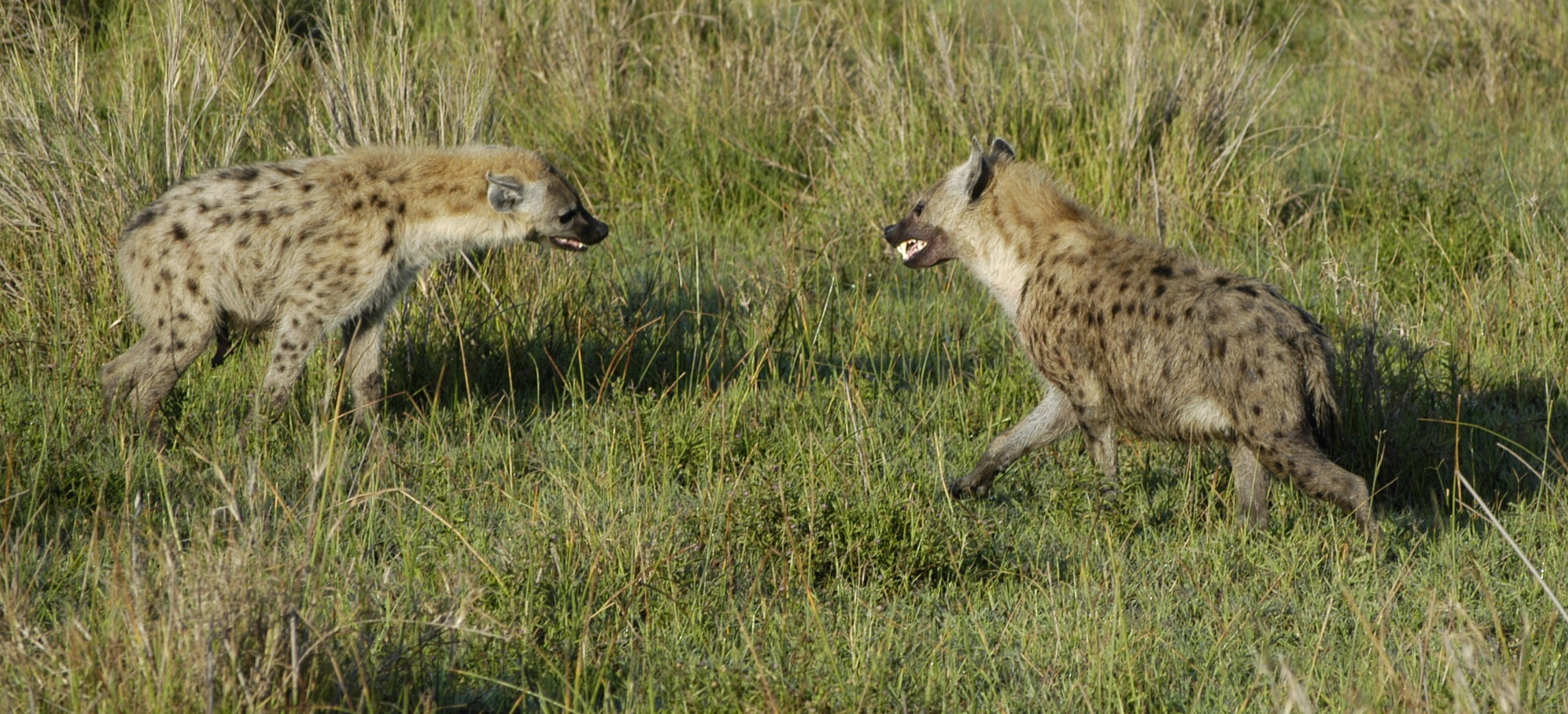
交流する2頭のブチハイエナ（マサイマラ国立保護区）
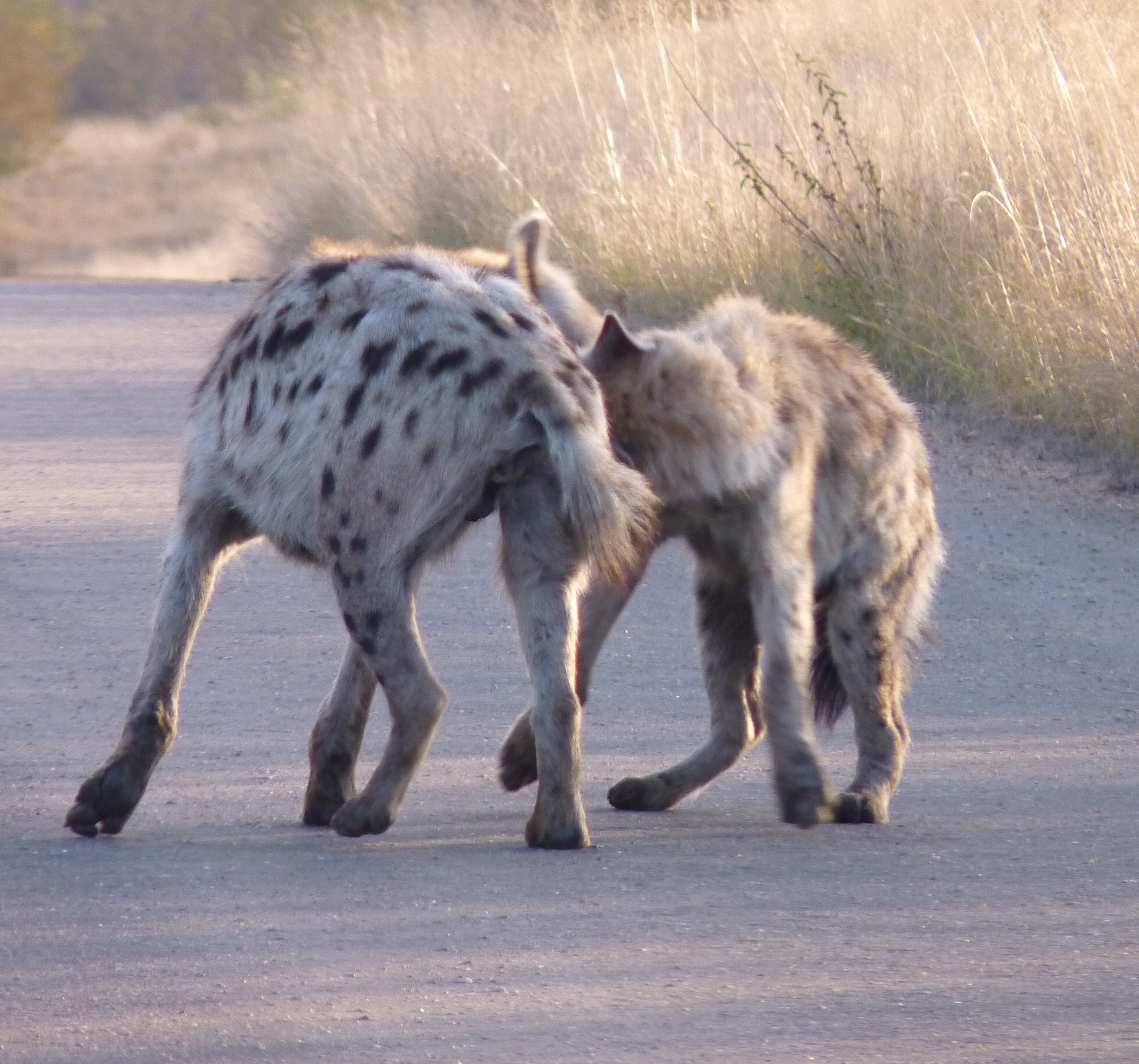
挨拶する2頭のブチハイエナ（ジンバブエ、クルーガー国立公園）